# Josef Kowař
Josef Kowař; česky Kovář (3. října 1850 Mašov – 4. ledna 1930 Litoměřice), byl český katolický kněz, 55. probošt litoměřické kapituly v letech 1923–1930.

## Život
Na kněze byl vysvěcen 20. prosince 1874. Od roku 1887 byl kaplanem v Benešově nad Ploučnicí. V roce 1894 založil v Litoměřicích ve funkci spirituála kněžského semináře první studentský konvikt zvaný Johanneum. Vedením tohoto konviktu byla od roku 1899 pověřena kongregace Školských bratří.
Pro své kněžské kvality byl v roce 1902 byl 14. litoměřickým biskupem Emanuelem Schöbelem jmenován sídelním kanovníkem litoměřické katedrální kapituly. Získal kanonikát hilleánský (lat. hilleanus), který byl v té době zřízen, a Kowař se stal prvokanonikantem (prvním držitelem hilleánského kanonikátu). V letech 1908–1918 řídil jako Praeses kněžský seminář v Litoměřicích. V roce 1923 byl zvolen 55. proboštem litoměřické katedrální kapituly. Do funkce probošta byl potvrzen litoměřickým biskupem Josefem Grossem a funkci vykonával až do smrti. Za svou činnost byl papežem oceněn titulem papežský prelát.